# Gandong (Bringin)
Gandong is een bestuurslaag in het regentschap Ngawi van de provincie Oost-Java, Indonesië. Gandong telt 2176 inwoners (volkstelling 2010).